# 原子追跡走査トンネル顕微鏡
原子追跡走査トンネル顕微鏡（げんしついせきそうさトンネルけんびきょう、Tracking tunneling microscopy : TTM）は走査型トンネル顕微鏡の一形式。

## 概要
原子追跡走査トンネル顕微鏡は走査型トンネル顕微鏡(STM)の原理を利用して特定の原子の2次元平面上での移動にあわせて原子近傍に常にSTM探針を追従させることで、原子の移動位置の情報を取得する。
1988年にIBMのD.W.PohlとR. Möllerによって提案された。原子位置を探索するために探針を極小半径で回転運動させる回路系と関連したロックインアンプ回路系がSTM基本型に付け加えられ、原子の動きを2次元座標上で追跡する。探針は90度位相の異なるx軸用、y軸用のcos波、sin波により、原子サイズの回転半径で回転させてトンネル電流の対数増幅器出力をロックインアンプでcos波あるいはsin波と同期検波して探針のx、y軸方向への移動信号とする。探針は、微小な回転運動をしつつ、常に特定原子の動きを追跡するように同期検波出力は探針が原子の一番高い位置に来るように作用する。

## 用途
- 試料平面の原子位置の精密測定